# Anthurium consobrinum
Anthurium consobrinum är en kallaväxtart som beskrevs av Heinrich Wilhelm Schott. Anthurium consobrinum ingår i släktet Anthurium och familjen kallaväxter. Inga underarter finns listade.